# Premios Jaume II
Los Premios Jaume II son unos premios que se entregan a las personas físicas y jurídicas que hayan destacado en los méritos como en la promoción de los símbolos, referentes históricos o el nombre de Mallorca. Son concedidos por el Consejo Insular de Mallorca.

Se crearon en 2006 con el nombre de quien fue Rey de Mallorca, Jaime II de Mallorca.
Estos se entregan en un acto conmemorativo por la Diada de la Isla de Mallorca juntamente con las Medallas de Oro del Consejo de Mallorca y los títulos de Hijo Predilecto e Hijo Adoptivo. Hasta 2016, esta ha sido celebrada el 12 de septiembre día en que Jaime II jura la Carta de privilegios y franquicias del Reino de Mallorca en 1276, fecha en la que se considera la creación del reino.
Con el traslado de la festividad al 31 de diciembre las distinciones se imponen el 24 de abril a partir de 2018, independientemente de la Diada. 

## Lista de premiados
| Any  | Premiats | Mèrits                                                   |
| ---- | --- | -------------------------------------------------------- |
| 2006 | Pere Barceló Obrador | Juez                                                     |
| 2006 | Francesca Bover | Actriz                                                   |
| 2006 | Bartomeu Font Obrador | Historiador y cronista                                   |
| 2006 | Francisco Garcia Fullana | Violinista                                               |
| 2006 | Pere Joan Llabrés | Religioso                                                |
| 2006 | Gabriel Llompart Moragues | Historiador y folklorista                                |
| 2006 | Centre Oceanogràfic |                                                          |
| 2006 | Diari de Balears |                                                          |
| 2006 | Expedició Mallorca a Dalt de Tot |                                                          |
| 2006 | Filharmònica Porrerenca |                                                          |
| 2006 | Moviment Escolta i Guiatge de Mallorca |                                                          |
| 2006 | Real Academia de Medicina |                                                          |
| 2006 | Radio Televisión Española |                                                          |
| 2007 | Maruja Alfaro Brenchat | Actriz                                                   |
| 2007 | Maria Rosa Bueno Castellano | Activista vecinal                                        |
| 2007 | Josef Egger | Mecenes                                                  |
| 2007 | Miquela Lladó i Vidal |                                                          |
| 2007 | Xavier Mayol Mundó |                                                          |
| 2007 | Joan Mesquida Obrador |                                                          |
| 2007 | Josep Moll Marquès |                                                          |
| 2007 | Bernat Pomar Pomar |                                                          |
| 2007 | Joan Soler Antich |                                                          |
| 2007 | Amadip |                                                          |
| 2007 | Ayneu Peru – Trinitàries |                                                          |
| 2007 | Llegat Jueu |                                                          |
| 2008 | Francesc Capdevila Gisbert, Max | Dibujante                                                |
| 2008 | Josep Estelrich Costa | Historiador                                              |
| 2008 | Marga Fullana Riera | Deportista                                               |
| 2008 | Antoni Nadal Homar | Entrenador de Rafael Nadal                               |
| 2008 | Antoni Rossiñol Far | Neurolog                                                 |
| 2008 | Sebastià Trias Mercant (*) | Filósofo                                                 |
| 2008 | Aina Maria Vadell Mercant |                                                          |
| 2008 | Plataforma balear per a la defensa dels animals (Baldea) |                                                          |
| 2008 | Joventut Mariana Club de Bàsquet |                                                          |
| 2008 | Medallistas olímpicos mallorquines Beijing 2008 |                                                          |
| 2008 | Represaliados pel franquismo el 1948 |                                                          |
| 2008 | La Sonrisa Médica |                                                          |
| 2009 | Miquel Cerdó Nicolau | Empresario                                               |
| 2009 | Miquel Ginard Cortés, "Sarasate" | Pintor                                                   |
| 2009 | Margalida Mulet Estrany | Fundadora de l'Ateneu Alcari                             |
| 2009 | Albert Riera Ortega | Esportista                                               |
| 2009 | Medallistas mallorquines en los Juegos Paralímpicos de Pekin 2008: Jesús Collado Alarcón, Esther Morales Fernández, Xavier Torres Ramis i Alejandro Sánchez Palomero | Deportistas                                              |
| 2009 | Bombers de Mallorca |                                                          |
| 2009 | Centro territorial de Televisión Española en Baleares |                                                          |
| 2009 | Escuelas Mallorquinas |                                                          |
| 2009 | Joves de Mallorca per la Llengua |                                                          |
| 2009 | Hogares del Menor del Consejo de Mallorca |                                                          |
| 2010 | Margalida Capellà Fornés | Activista y escritora                                    |
| 2010 | Magdalena González i Crespí | Activista cultural                                       |
| 2010 | Ola Holmgren | Cineasta                                                 |
| 2010 | Jaume Llabrés Mulet | Historiador iy escritor                                  |
| 2010 | Aina Pascual Bennàssar | Historiadora y escritora                                 |
| 2010 | Úrsula Pueyo Marimon | Deportista                                               |
| 2010 | Associación de padres de niños con cancer de Baleares, Aspanob |                                                          |
| 2010 | Fundació Aeronàutica Mallorquina |                                                          |
| 2010 | RCD Mallorca |                                                          |
| 2011 | Bartomeu Seguí Nicolau | Dibujante                                                |
| 2011 | Fundación Patronat Obrer de Sant Josep |                                                          |
| 2011 | Associación Zaqueo |                                                          |
| 2012 | Margalida Crespí Jaume | Deportista                                               |
| 2012 | Brigitte Yagüe | Deportista                                               |
| 2012 | CD Binisalem |                                                          |
| 2012 | Grupo d'Investigación en Microbiologia de la UIB |                                                          |
| 2013 | Miquel Adrover Barceló | Diseñador de moda                                        |
| 2013 | Joan Bennàssar Vives | Pintor y escultor                                        |
| 2013 | Antoni Gomila Nadal | Actor                                                    |
| 2013 | Magdalena Traveria Pla (*) | Periodista                                               |
| 2013 | Alba Torrens Salom i Inmaculada Zanoguera | Deportistas                                              |
| 2013 | Fabián León Parra | Finalista del concurso de televisión MasterChef          |
| 2013 | Construcciones Navales Bennasar |                                                          |
| 2014 | Pere Ferrer Guasp | Historiador y escritor                                   |
| 2014 | David Muntaner Juaneda | Deportista                                               |
| 2014 | Vicky Pulgarín | Ganadora del concurso de televisión MasterChef           |
| 2014 | Associación cultural S'Estol d'es Gerricó (Felanich) |                                                          |
| 2014 | Federació Balear de Tir de Fona |                                                          |
| 2014 | Logitravel |                                                          |
| 2014 | Youthing |                                                          |
| 2015 | Almacenes Casa Roca |                                                          |
| 2015 | Associación per a la Recuperación de la Memòria Historica de Mallorca                                                                                                |                                                          |
| 2015 | CE Llosetí |                                                          |
| 2015 | Coral Sant Jaume |                                                          |
| 2015 | Plataforma de Afectados per la Hipoteca (PAH) de Mallorca |                                                          |
| 2016 | Alexandre Abrines Redondo | Deportista                                               |
| 2016 | Marcus Cooper Walz | Deportista                                               |
| 2016 | Jeroni Nadal Reus | Médico Oftalmólogo                                       |
| 2016 | Associació Cultural Bany-al-Bahar |                                                          |
| 2016 | Bestard Mountain Boots |                                                          |
| 2016 | Grupo de Relatividad i Gravitación de la UIB |                                                          |
| 2016 | IES Juníper Serra |                                                          |
| 2016 | Palma Futsal |                                                          |
| 2017 | No se concedieron |                                                          |
| 2018 | Tòfol Castanyer Bernat | Deportista                                               |
| 2018 | Jaume Carrió Artigues i Laura Gost Seguí | Director de cine y guionista                             |
| 2018 | Joan Reinoso Figuerola | Deportista                                               |
| 2018 | Proem Aid | Organitzación no gubernamental                           |
| 2018 | Fundación Monti-sion Solidària | Asociación sin ánimo de lucro                            |
| 2019 | Carles Bover Martínez | Cineasta                                                 |
| 2019 | Cata Coll i Patricia Guijarro | Deportistas                                              |
| 2019 | Ángeles sin Alas | Asociación sin ánimo de lucro                            |
| 2019 | Municipios de Artá, Capdepera, Manacor, San Lorenzo del Cardezar y Son Servera                                                                                       | Poblaciones afectadas per las riadas de 2018 en Mallorca |
| 2020 | Enric Mas Nicolau i Mavi García Cañellas | Deportistas                                              |
| 2020 | Agrupaciones de Protección Civil de Mallorca |                                                          |
| 2020 | Associación Art Palma Mallorca |                                                          |
| 2020 | Colegio de Trabajadores Sociales i Tercer Sector Social |                                                          |
| 2020 | Cooperativas Agroalimentarias de Mallorca |                                                          |
| 2021 | Banco de alimentos de Mallorca | Asociación sin ánimo de lucro                            |
| 2021 | Joan Mir Mayrata | Deportista                                               |
| 2021 | Mariona Caldentey Oliver | Deportista                                               |
| 2021 | Empresa artesana tejidos Vicenç |                                                          |
| 2021 | Colegio Oficial de la Psicología de las Islas Baleares (COPIB) |                                                          |
| 2021 | María Esther de León López | Deportista                                               |
| 2021 | Associació Son Dameto |                                                          |
| 2022 | Cossiers d'Alaró |                                                          |
| 2022 | FIET |                                                          |
| 2022 | Familias acogedoras |                                                          |
| 2022 | Augusto Fernández | Deportista                                               |
| 2022 | Izan Guevara | Deportista                                               |
| 2022 | Shella Badaseraye | Deportista                                               |
| 2022 | Joan Pere Català | Mestre artesà                                            |

(*) entregada a título póstumo